# Michael Ynoa
Michael José Ynoa Ventura (né le 24 septembre 1991 à Saint-Domingue, République dominicaine) est un lanceur droitier de la Ligue majeure de baseball.

## Carrière
Michael Ynoa signe son premier contrat professionnel le 2 juillet 2008 avec les Athletics d'Oakland. Son contrat des ligues mineures est assorti d'une prime à la signature de 4,25 millions de dollars US, la somme la plus élevée alors accordée par les Athletics à un joueur amateur. Le jeune joueur n'a alors que 16 ans et est très convoité par plusieurs clubs de la Ligue majeure de baseball : ses parents rejettent des offres des Rangers du Texas et des Reds de Cincinnati pour 5,2 millions et 5 millions de dollars, respectivement, selon la famille. Ynoa fait ses débuts en 2010 dans les ligues mineures, mais sa progression vers les majeures est interrompue presque aussitôt lorsqu'il est blessé au coudee droit en août 2010 et qu'il subit une opération Tommy John qui lui fait rater toute la saison de baseball 2011.
Le 9 décembre 2014, Oakland échange le lanceur droitier Jeff Samardzija aux White Sox de Chicago contre Michael Ynoa, l'arrêt-court Marcus Semien, le lanceur droitier Chris Bassitt, le receveur Josh Phegley et le joueur de premier but Rangel Ravelo.
Ynoa fait ses débuts dans le baseball majeur le 14 juin 2016 avec les White Sox de Chicago. En 23 sorties et 30 manches lancées comme lanceur de relève en 2016, il réussit 30 retraits sur des prises et affiche une moyenne de points mérités de 3,00.